# Diplesiostigma
Diplesiostigma is een geslacht van vliesvleugeligen uit de familie Tetracampidae. De wetenschappelijke naam van dit geslacht is voor het eerst geldig gepubliceerd in 1920 door Girault.

## Soorten
Het geslacht Diplesiostigma omvat de volgende soorten:
- Diplesiostigma bisetosum Boucek, 1988
- Diplesiostigma particolor Girault, 1920